# Kim Vandenberg
Kimberly "Kim" Vandenberg (* 13. Dezember 1983 in Berkeley, Kalifornien) ist eine US-amerikanische Schwimmerin.

## Karriere
Vandenberg schwimmt derzeit bei Coach Gregory Kincheloe für den New York Athletic Club.
2004 machte sie erstmals auf sich aufmerksam, als sie über 200 Meter Schmetterling ihren ersten Staatsmeistertitel gewann. Im selben Jahr konnte sie sich bei den Trials für die Olympischen Sommerspiele 2004 in Athen für das Finale über ebendiese Distanz qualifizieren, schied dort aber als Fünftbeste im Kampf um die beiden Startplätze für die Olympiamannschaft aus.
2005 gewann Kim Vandenberg mit der Silbermedaille über ihre Spezialstrecke 200 Meter Schmetterling bei der Sommer-Universiade 2005 in Izmir ihre erste Medaille bei internationalen Wettkämpfen.
Den bisher größten Triumph ihrer Karriere in einer Einzeldisziplin errang sie bei den Schwimmweltmeisterschaften 2007 in Melbourne, als sie über 200 Meter Schmetterling die Silbermedaille gewann.
Die Qualifikation für die Olympischen Sommerspiele 2008 in Peking bei den Trials liefen für Vandenberg durchwachsen, da sie sich einerseits als Fünfte über 200 Meter Freistil für die 4-mal-200-Meter-Freistilstaffel des Olympiateams qualifizierte, aber andererseits über ihre Spezialstrecke, den 200 Meter Schmetterling, als Dritte hinter Elaine Breeden und Kathleen Hersey die Qualifikation knapp verpasste. Bei den Olympischen Spielen selbst gewann sie mit der 4-mal-200-Meter-Freistilstaffel die Bronzemedaille, wobei Vandenberg selbst nur im Vorlauf startete.